# AK RI Autosport
Auto RI Autosport, hrvatski automobilistički klub iz Rijeke. Organiziraju utrku Nagrada RI Autosporta. 2016. godine bili su treći u ekipnom poretku na Nagradi RI Autosporta. Uspješni vozači iz kluba su Marin Čohar, Mario Jurišić, Goran Crnković, Sanjin Soldatić, Doris Labinjan, Aleksandra Jurdana, Robert Čulina i dr.

## Vanjske poveznice
- AK RI Autosport
- Racing.hr  Arhivirana inačica izvorne stranice od 10. studenoga 2019. (Wayback Machine)